# Caspiomyzon hellenicus
Caspiomyzon hellenicus is een kaakloze vissensoort uit de familie van de prikken (Petromyzontidae). De wetenschappelijke naam van de soort werd voor het eerst geldig gepubliceerd in 1982 door Vladykov, Renaud, Kott & Economidis als Eudontomyzon hellenicus.